# Monteriggioni
Monteriggioni je obec v provincii Siena v italské oblasti Toskánsko. Sousedí s obcemi Casole d'Elsa, Castellina in Chianti, Castelnuovo Berardenga, Colle di Val d'Elsa, Poggibonsi, Siena a Sovicille.

## Architektura
Monteriggioni bylo založeno v roce 1213 obyvateli města Siena jako pevnost proti nepřátelům z Florencie. Pro účely obrany bylo mezi lety 1213 až 1219 opevněno masivním prstencem hradeb o celkové délce 570 m. Jedna z bran, Porta Fiorentina, ústí směrem k Florencii, a druhá, Porta Romana, míří na jih směrem k Římu. Obě navzájem propojuje hlavní ulice vedoucí skrz město. Centrálnímu náměstí Piazza Roma dominuje románský kostel s jednoduchou fasádou.

## Monteriggioni v kultuře
Monteriggioni je významné po kulturní stránce. Je zmiňováno například v Božské komedii od Danta Alighieriho. V roce 2009 si jej jako významné dějiště zvolili tvůrci počítačové hry Assassin's Creed II, jakožto sídlo Maria Auditore. O dva roky později, v roce 2011, vyšlo pokračování této hry, Assassin's Creed: Brotherhood, jehož začátek se v Monteriggioni také odehrává.